# Оленчиков Петро Петрович
Петро Петрович Оленчиков (21 грудня 1901, селище Валомазовського заводу, тепер Удмуртія, Російська Федерація — ?) — радянський діяч, секретар ЦК КП(б) Киргизії із кадрів, заступник голови Кримського облвиконкому. Депутат Кримської обласної Ради депутатів трудящих 1—2-го скликань (1948—1953 роки).

## Життєпис
З травня 1920 року — в Червоній армії, учасник громадянської війни в Росії.
Член ВКП(б).
Перебував на відповідальній радянській та партійній роботі.
8 вересня 1942 — 1944 року — секретар ЦК КП(б) Киргизії із кадрів.
У 1945—1951 роках — заступник голови виконавчого комітету Кримської обласної ради депутатів трудящих.
Подальша доля невідома.

## Звання
- інженер-капітан

## Нагороди
- медаль «За оборону Москви»